# Waduk Cirata
Waduk Cirata (engelska: Cirata Reservoir) är en reservoar i Indonesien.   Den ligger i provinsen Jawa Barat, i den västra delen av landet, 80 km sydost om huvudstaden Jakarta. Waduk Cirata ligger 216 meter över havet. Arean är 53 kvadratkilometer. Den sträcker sig 12,9 kilometer i nord-sydlig riktning, och 13,2 kilometer i öst-västlig riktning.